# Scherpschuttersgeweer

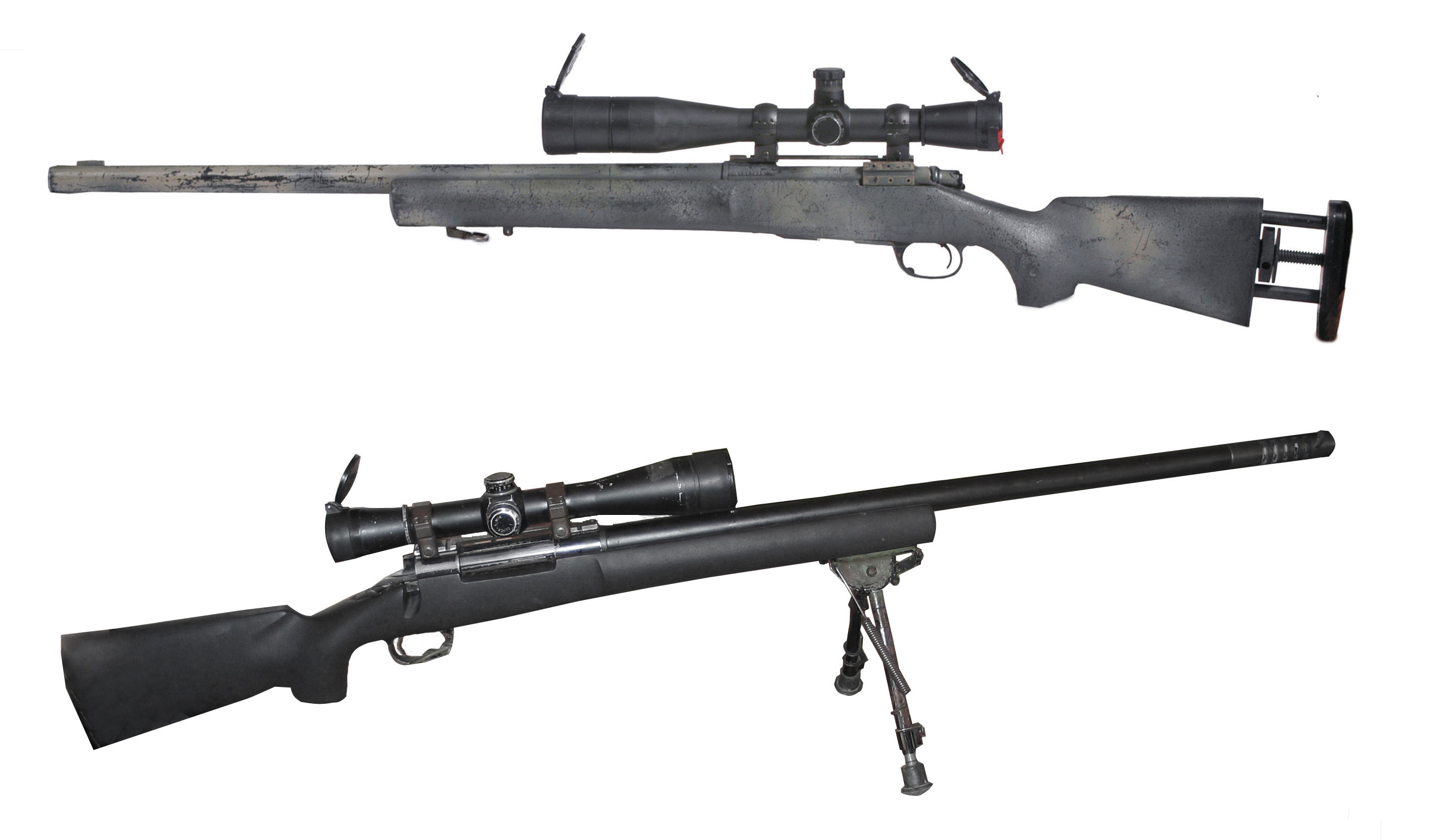
Het M24 Sniper Weapon System was het standaard sluipschuttersgeweer van het Amerikaanse leger van 1988 tot 2010.

Een scherpschuttersgeweer, of ook wel sniper rifle, is een geweer van vaak betere dan standaardkwaliteit dat meestal is uitgerust met een richtkijker met vaste of instelbare vergroting. Ook is vaak het trekkermechaniek verbeterd zodat dit soepeler en zonder kruip werkt. Het effectieve bereik ligt, afhankelijk van het wapen en het kaliber, tussen 300 en 2300 meter.
Bekende scherpschuttersgeweren:
- Accuracy International Arctic Warfare
- Accuracy International AS50
- Barrett .50 cal
- CheyTac Intervention
- FN Special Police Rifle
- M24 Sniper Weapon System
- Snajperskaja Vintovka Dragoenova (Dragunov)
- AMP Technical Services DSR-1
- Blaser R93
- C14 Timberwolf MRSWS
- Dakota Longbow
- FR-F1
- FR-F2
- Heckler & Koch PSG1
- LAR Grizzly Big Boar
- PGM 338
- PGM Hécate II
- R700
- Sako TRG22/42
- STAR AW-338
- Våpensmia NM149
- Walther WA2000